# Little Prairie Township
Little Prairie Township est un ancien township, situé dans le comté de Pemiscot, dans le Missouri, aux États-Unis,.
Le nom du township fait référence à La Petite Prairie, l'ancien nom de Caruthersville.

### Source de la traduction
- (en) Cet article est partiellement ou en totalité issu de l’article de Wikipédia en anglais intitulé « Little Prairie Township, Pemiscot County, Missouri » (voir la liste des auteurs).